# كاتاكاوس
كاتاكاوس (بالإسبانية: Catacaos)‏ هي مدينة في إقليم بيورا في بيرو.
يبلغ عدد سكانها حوالي 70,590 نسمة.